# Peter K. Palangyo
Peter K. Palangyo (* 1939 in Nkoaranga; † 18. Januar 1993) war ein tansanischer Schriftsteller und Diplomat.
Palangyo wuchs in Tansania auf und studierte in den 1960er Jahren Biologie, Chemie und Literaturwissenschaft in den Vereinigten Staaten. An der State University of New York promovierte er in Literaturwissenschaft. In der Folge arbeitete er als Schuldirektor und Diplomat, darunter einige Zeit als tansanischer Botschafter in Kanada. Sein bekanntester Roman Dying in the Sun erschien 1968 und war der erste tansanische Roman in englischer Sprache. Er handelt von einem jungen Mann, der in Tansania in Armut lebt und über die Liebe nach einem Weg sucht, sich mit seinen existentiellen Problemen zu arrangieren. Der Roman wurde in mehrere Sprachen übersetzt. Er gilt als untypisch für die afrikanische Literatur seiner Zeit, weil er in erster Linie psychologisch-realistisch angelegt ist und kaum politische Fragen aufwirft. Besonders für seine komplexen Charaktere wurde er gelobt. Palangyo starb 1993 bei einem Verkehrsunfall.

## Werke
- Peter K. Palangyo: Dying in the Sun. Heinemann 1969, ISBN 0-435-90053-6

## Belege
1. ↑  James Currey: Africa Writes Back. Oxford / Johannesburg 2008, S. 89.
2. ↑  Emilia V. Ilieva: Eintrag zu Peter Palangyo in: Eugene Benson, L. W. Conolly (Hrsg.): Encyclopedia of Post-Colonial Literatures in English. Band 2. Routledge, London / New York 1994, S. 1194 f.
3. ↑  Jahreschronik 1993, Die Marabout-Seite, Chronik zur Sozial- und Literaturgeschichte Afrikas, abgerufen am 1. November 2016

| Personendaten    | Personendaten                            |
| ---------------- | ---------------------------------------- |
| NAME             | Palangyo, Peter K.                       |
| KURZBESCHREIBUNG | tansanischer Schriftsteller und Diplomat |
| GEBURTSDATUM     | 1939                                     |
| GEBURTSORT       | Nkoaranga                                |
| STERBEDATUM      | 18. Januar 1993                          |